# Lambertus de Jong
Lambertus de Jong (* 2. Juni 1825 in Hilversum; † 19. Juni 1867) war der siebente alt-katholische Bischof von Haarlem.

## Leben
Er wird 1860 als Pastor von Zaandam erwähnt und führte am 3. Juni desselben Jahres den neuen Pfarrer von Egmond aan Zee, Johannes Jacobus Greuningen, in sein Amt ein.
Im Jahr 1863 wählte die Geistlichkeit des Bistums Haarlem Lambertus de Jong zu ihrem Bischof. Der Erzbischof von Utrecht, Henricus Loos, weigerte sich, ihn anzuerkennen. De Jong, der am 30. November 1865 die Bischofsweihe empfangen hatte, berief daraufhin für den 3. Oktober 1866 den Haarlemer Klerus nach Amsterdam ein, zusammen mit dem Erzbischof und dem Bischof von Deventer. Der Erzbischof blieb der Versammlung fern, und der Klerus zog die Wahl des Bischofs an sich. Dieser Beschluss wurde jedoch nie promulgiert und auch nicht der Regierung gemeldet, sodass sich Zweifel an der Rechtmäßigkeit der bischöflichen Amtshandlungen de Jongs ergaben, die über seinen Tod hinaus zu langwierigen Streitigkeiten mit Erzbischof Loos führten.

## Werke
- Over het verkiezen van vikarissen en bisschoppen in 't Bisdom van Haarlem. Amsterdam, 3. Oktober 1866.
- Herderlijk schrijven van Lambertus de Jong, bisschop van Haarlem, naar aanleiding der pauselijke Breve van 12 Februari 1866. Funke, 1866.